# هورگن
شهر هورگن در بخش هورگن در ایالت زوریخ در کشور سوئیس واقع شده‌است که ۱۷٬۶۰۰ نفر جمعیت دارد.